# Gatzara benaci
Gatzara benaci är en insektsart som beskrevs av Navás 1935. Gatzara benaci ingår i släktet Gatzara och familjen myrlejonsländor. Inga underarter finns listade i Catalogue of Life.